# Öl- und Sägmühle (Werbach)
Öl- und Sägmühle (auch nur Ölmühle) ist ein Wohnplatz auf der Gemarkung des Werbacher Ortsteils Wenkheim im Main-Tauber-Kreis im Nordosten Baden-Württembergs.

## Geographie
Die Öl- und Sägmühle steht im Welzbachtal zwischen Wenkheim und Werbachhausen; unmittelbar nach ihr mündet der Brochelberggraben von rechts in den Welzbach. Die L 2297, im Bereich der Mühle auch als Lindenstraße bezeichnet, führt direkt am Wohnplatz vorbei. Über eine kleine Brücke, die den Welzbach überquert, besteht ein Anschluss an den Welzbachtalradweg.

## Kultur und Sehenswürdigkeiten
Die Öl- und Sägemühle ist ab 1835 bezeugt. In einem Bericht über die wirtschaftliche Situation Wenkheims von 1908 ist nur noch von einer Sägemühle die Rede. Am Wohnplatz befindet sich ein Stauschütz im Welzbach und das Sägewerk. Mitte des 20. Jahrhunderts wurde das Sägewerk von Wasserantrieb auf Dieselmotorantrieb umgestellt. Das Sägewerk war noch bis in die 2000er Jahre im Einsatz. Siehe auch: Liste der Kulturdenkmale in Wenkheim.

## Verkehr
Der Wohnplatz Öl- und Sägmühle ist über die L 2297 zu erreichen.